# Peru International 2006
Die Peru International 2006 im Badminton fanden vom 30. März bis zum 2. April 2006 statt.

## Sieger und Platzierte
| Disziplin    | Gold                           | Silber                            | Bronze                                  |
| ------------ | ------------------------------ | --------------------------------- | --------------------------------------- |
| Herreneinzel | Sartono Ekopranoto             |                                   | Rodrigo Pacheco                         |
| Dameneinzel  | Agnese Allegrini               | Yoana Martínez                    | Alejandra Monteverde                    |
| Dameneinzel  | Agnese Allegrini               | Yoana Martínez                    | Claudia Rivero                          |
| Herrendoppel | Sartono Ekopranoto Roy Purnomo | Rodrigo Pacheco Javier Jimeno     | Martín del Valle Antonio de Vinatea     |
| Herrendoppel | Sartono Ekopranoto Roy Purnomo | Rodrigo Pacheco Javier Jimeno     | Paulo von Scala Victor Perez            |
| Damendoppel  | Jie Meng Valeria Rivero        | Alejandra Monteverde Daniela Cuba | Cristina Aicardi Claudia Rivero         |
| Damendoppel  | Jie Meng Valeria Rivero        | Alejandra Monteverde Daniela Cuba | Claudia Zornoza Manuela Olcese          |
| Mixed        | Roy Purnomo Valeria Rivero     | Javier Jimeno Claudia Rivero      | Antonio de Vinatea Alejandra Monteverde |
| Mixed        | Roy Purnomo Valeria Rivero     | Javier Jimeno Claudia Rivero      | Sartono Ekopranoto Cristina Aicardi     |